# Fløyfjellstunnel
Der Fløyfjellstunnel ist ein zweiröhriger Straßentunnel zwischen Sandviken und Kalfaret in der Kommune Bergen in der norwegischen Provinz Vestland. Der Tunnel liegt im Verlauf der Europastraße 39 und Europastraße 16. Die Röhre für den Verkehr nach Norden aus dem Zentrum von Bergen ist 3825 Meter lang, die für den Verkehr in die Innenstadt 3195 Meter.